# Æ̊
Æ̊ (minuskule æ̊) je velmi zřídka používaný speciální znak latinky. Nazývá se Æ s kroužkem. 
Tento znak vznikl pro přepis jednoho vestfálského dialektu němčiny. Autorem tohoto přepisu byl německý lingvista Friedrich Leopold Woeste.
V Unicode mají písmena Æ̊ a æ̊ tyto kódy: 
- Æ̊ <U+00C6, U+030A>
- æ̊ <U+00E6, U+030A>